# Рудня-Ушомирська
Рудня-Ушомирська — село в Україні, в Коростенському районі Житомирської області. Населення становить 225 осіб.

## Географія
Село розташоване на лівому березі річки Уж

## Населення

### Мова
Розподіл населення за рідною мовою за даними перепису 2001 року:
| Мова       | Кількість | Відсоток |
| ---------- | --------- | -------- |
| українська | 217       | 97.31%   |
| російська  | 6         | 2.69%    |
| Усього     | 223       | 100%     |

## Галерея

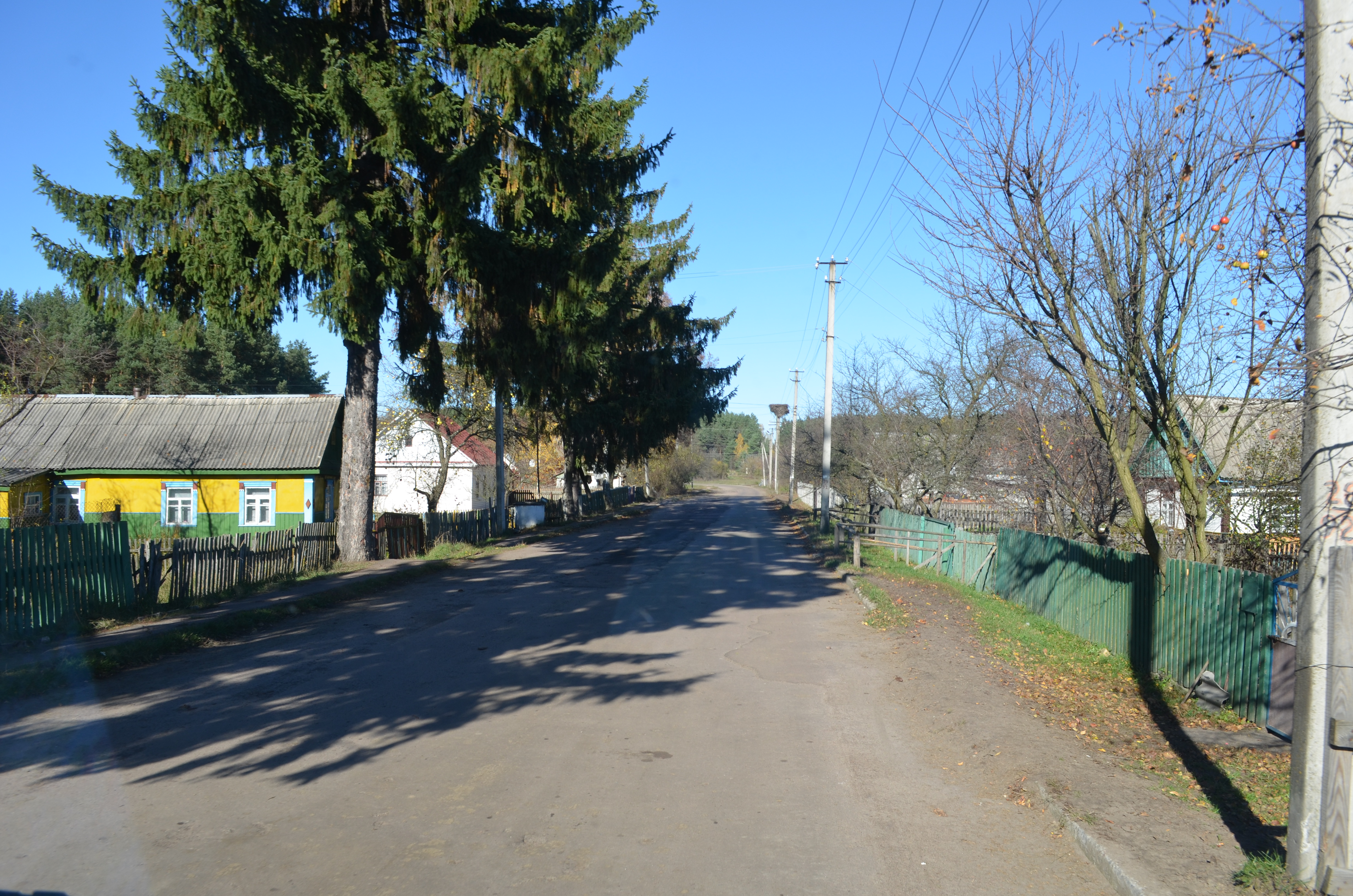
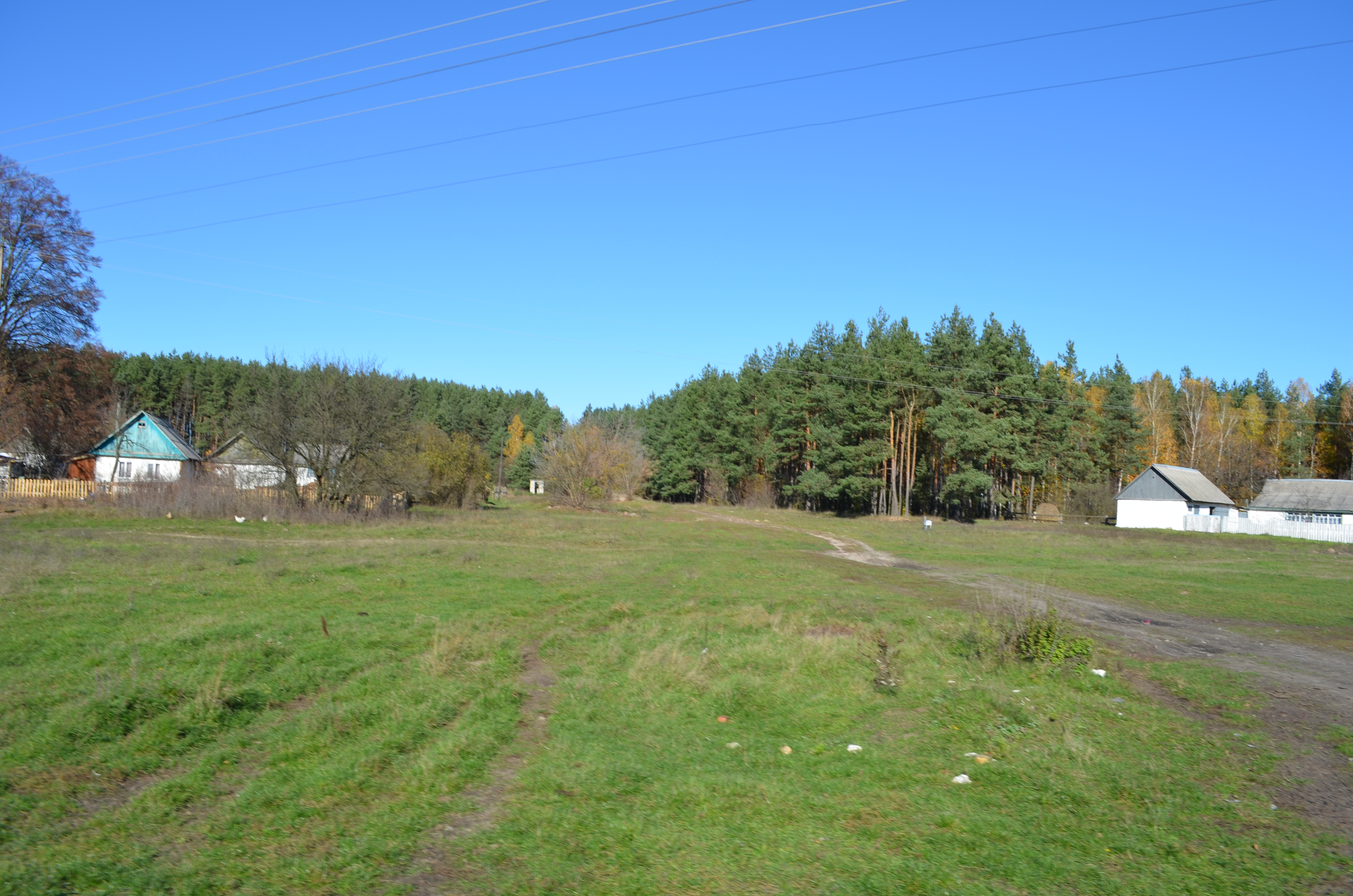
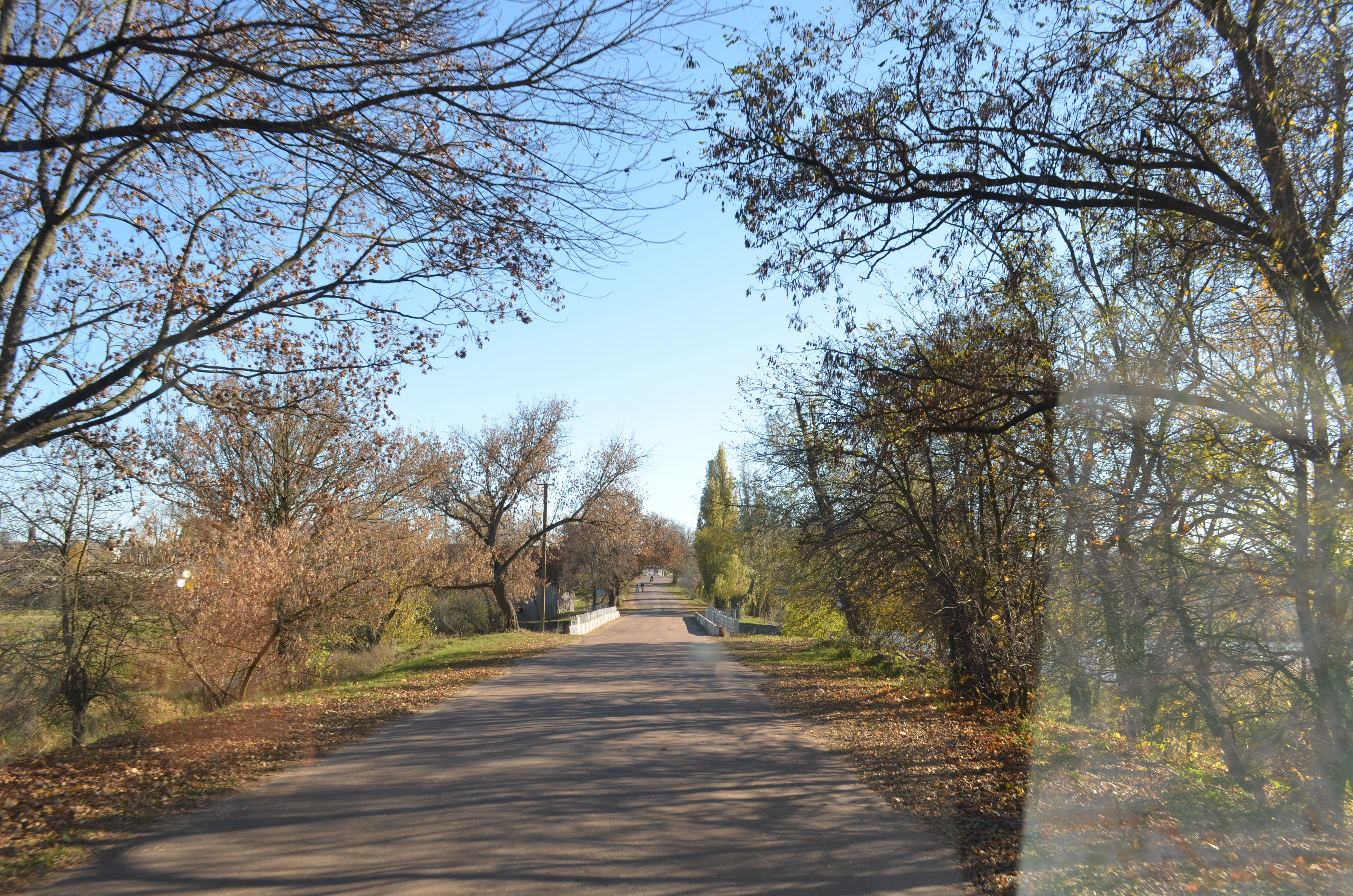
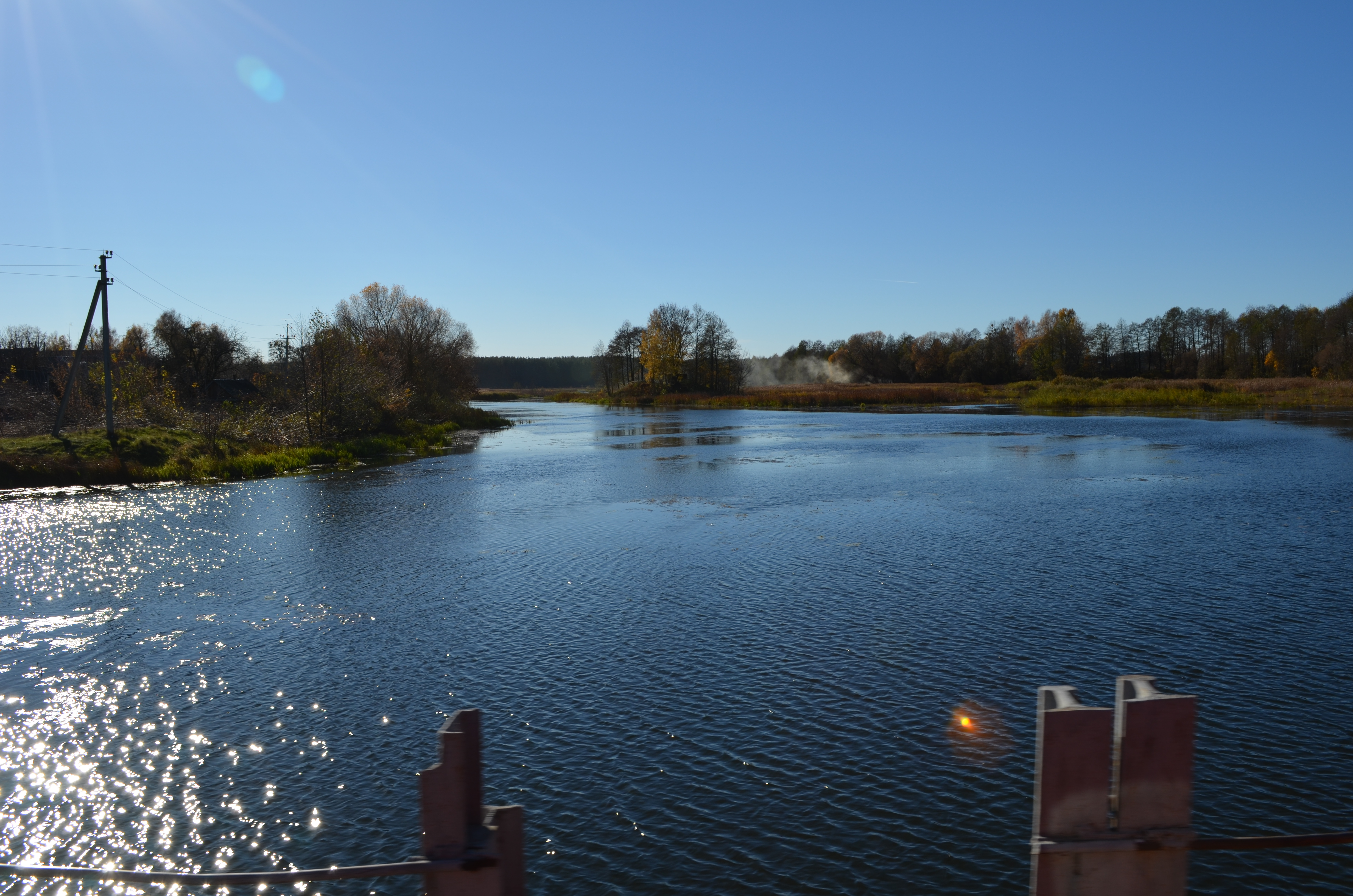